# Луис Марин (фудбалер, рођен 1906.)
Луис Марин Сабатер (Ордисија, 4. септембар 1906 – 21. децембар 1974) био је шпанско–баскијски фудбалер из 1930-их и 1940-их година.
Рођен у баскијском граду Ордисија (који је од доношења Герничког статута 1979. године део аутономне Баскије), играо је на позицији нападача за Реал Мадрид између 1936. и 1941. године. Пре тога наступао је за Атлетико Мадрид, а касније и за Гранаду.
Био је члан репрезентације Шпаније на Светском првенству 1934, али није одиграо ниједан меч и никада није дебитовао за национални тим.
Његов син, Луис Марин Гарсија, такође је био фудбалер – наступао је као везни играч за Рајо Ваљекано и Селта Виго током 1950-их.